# 刘强 (1971年)
刘强（1971年3月—），男，汉族，宁夏海原人，中华人民共和国政治人物。现任中共济南市委书记，中共第二十届中央候补委员。

## 生平
长期在中国农业银行工作。2016年7月，任中国银行副行长。

### 山东
2018年9月，任山东省人民政府副省长。2020年5月，任中共山东省委常委、省委秘书长。2022年3月，任中共济南市委书记。